# Eriborus pleuroptyae
Eriborus pleuroptyae là một loài tò vò trong họ Ichneumonidae.